# Cerdone
Cerdone (in latino Cerdo; Siria, ... – Roma, ...; fl. II secolo) è stato un teologo gnostico siro.

## Biografia
Nato in Siria, si trasferì a Roma  al tempo di papa Igino (138-142). In quel periodo era a Roma anche lo gnostico Valentino e, verso il 146, Marcione di Sinope. 
Secondo Ireneo, Cerdone era stato allievo di Simon Mago. 
Le informazioni su di lui sono probabilmente tutte ricavate dal testo di Ireneo di Lione che si limita a brevi accenni e probabilmente confonde, per alcuni aspetti come ad esempio la doppia condanna per eresia, Cerdone con Marcione.

## Dottrina
Quanto gli viene attribuito è strettamente legato, se non confuso, con le posizioni di Marcione di cui potrebbe essere stato maestro.
Cerdone sarebbe stato, secondo le fonti, uno tra i primi gnostici a sostenere che il Dio della legge e dei profeti, il Dio degli Ebrei, era il creatore del mondo diverso dal Dio annunciato da Gesù Cristo, il Dio sconosciuto ed il Dio di amore.

### Fonti primarie
- Ireneo di Lione,  Contro le eresie documentacatholicaomnia piney Archiviato il 18 settembre 2012 in Internet Archive.
- Tertulliano Contro tutte le eresie documentacatholicaomnia piney Archiviato il 18 settembre 2012 in Internet Archive.
- Ippolito di Roma Confutazione di tutte le eresie gnosis.org

### Fonti secondarie
- Everett Ferguson, Michael P. McHugh, Frederick W. Norris Encyclopedia of early Christianity  Routledge ed., 1990 SBN-13: 978-0815333197  consultazione parziale
- Enciclopedia britannica 1911  Cerdonians
- Enciclopedia Cattolica Docetismo
- G.R.S. Mead,  Fragments of a Faith Forgotten gnosis.org
- Adolf Von Harnack , History of Dogma, Vol. I (pp. 266–281) gnosis.org